# 紅冠樹鼠
紅冠樹鼠（Santamartamys rufodorsalis）是一種單型的棘鼠科動物。背呈赤褐色、尾部呈黑白兩色。
1899年被描述時被歸入勻棘鼠屬（Isothrix rufodorsalis）。1935年改屬棘鼠屬（Diplomys）。2005年被獨立出來。
2011年為兩名生物學家所目擊前，僅有1898年在哥倫比亞聖瑪爾塔內華達山脈（屬名的由來）所採集到的兩個標本。雖然它在濕潤的山地森林出現，但其喜好的生境以及繁殖周期尚未為人所了解。